# AS Inter Star
AS Inter Star é um clube de futebol burundinês com sede na capital Bujumbura. Foi fundado em 1973, como resultado da fusão dos clubes Étoile du Nil e algumas partes do Inter Football Club (o clube ainda existe). Disputa atualmente a Ligue A, correspondente à primeira divisão do futebol no país.

## Títulos
- Ligue A: 1991, 1992, 2005 e 2008
- Championnat de l'Association de Football de Bujumbura: 2004
- Coupe Président Domitien Ndayizeye: 2004
- Super Coupe: 2011